# Pholiota populnea
Pholiota  populnea  (Christian Hendrik Persoon, 1828 ex Thomas W. Kuyper & Dien Tjallingii-Beukers, 1986), sin. Pholiota destruens (Louis De Brondeau, 1829 ex Claude Casimir Gillet, 1876), Hemipholiota populnea (Christian Hendrik Persoon, 1828 ex Marcel Bon, 1986), din încrengătura Basidiomycota în familia Strophariaceae și de genul Pholiota, este o ciupercă necomestibilă, denumită în popor bureții plopului, fiind în primul rând un soi saprofit, dar de asemenea un parazit de slăbiciune (parazit în organismele gazdă, care au fost deja slăbite în rezistența lor din cauza unor  efecte anterioare a altor factori) care provoacă în al doilea caz un putregai alb al lemnului neînsemnat. Fructifică mai ales pe suprafețele tăiate ale buștenilor. Se dezvoltă în România, Basarabia și Bucovina de Nord ubicuitar de la câmpie la deal, dar lipsind în regiuni montane, crescând solitar, în grupuri sau mănunchiuri mici, aproape numai pe plopi, uneori și pe plopi tremurători. Timpul apariției este din (august) septembrie până în decembrie.
Epitetul este derivat din cuvântul latin (latină populus=ulm, plop), preluat dintr-o limbă necunoscută și nu de la identicul (latină populus=popor).

## Taxonomie

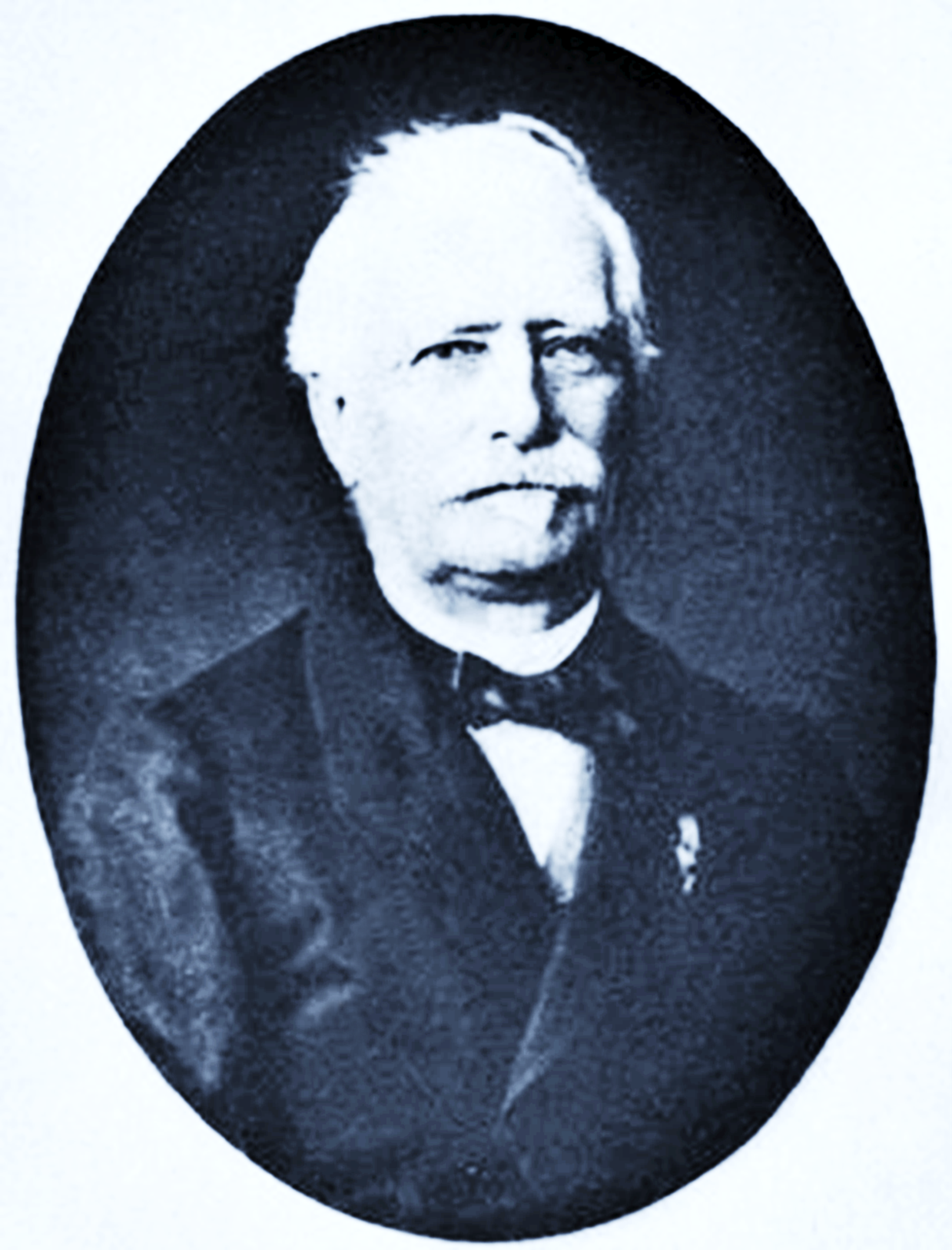
Claude Casimir Gillet

Numele binomial a fost determinat drept Agaricus populneus de renumitul micolog bur (Pers. în volumul 3 al operei sale Mycologia Europaea din 1828. Numai un an mai târziu, savantul francez (Louis De Brondeau (1794-1859) a descris specia drept Agaricus destruens în volumul 2 al lucrării sale Recueil de Plantes Cryptogames de l'Agenais: nouvelles, rares ou peu connues, omises dans la flore agenaise și în 1876, compatriotul său Claude Casimir Gillet a transferat soiul corect la genul Pholiota sub păstrarea epitetului de verificat în volumul 3 al lucrării sale Les Hyménomycètes: Ou, Description de tous les champignons (Fungi) qui croissent en France, ignorând însă determinarea mai veche a lui Persoon. Totuși, taxonul a fost preluat repede și mai este folosit nu rar în cărți micologice ce se pot cumpăra și actual.
De abia în 1986, micologii olandezi Thomas W. Kuyper și Dien Tjallingii-Beukers au creat taxonul actual care se referă la Persoon care a fost acceptat imediat de toate comitetele de nomenclatură.
Tot în 1986, micologul francez Marcel Bon a transferat specia la un gen, creat de Henri Romagnesi în 1980 anume Hemipholiota, pe baza Pholiota subgen. Hemipholiota a lui Rolf Singer din 1962 (actual fără specii conținute, nefiind acceptat), drept Hemipholiota populnea (și o a doua oară în 1994, acum ca Hemipholiota comosa).
Pe când Mycobank nu a acceptat niciodată încercarea de redenumire a lui Bon, Index Fungorum a declarat-o nume curent în 2013. Deși a revizuit între timp această greșeală, a cauzat o mare debandadă, taxonul incorect Hemipholiota populnea fiind găsit nu rar în publicații micologice.  
Rezumativ este de constatat, că în prezent (2019), ambele mari comitete de nomenclatură, "Mycobank" și Index Fungorum, acceptă drept nume curent valabil doar termenul Pholiota populnea, toate celelalte denumiri sunt acceptate sinonim.

## Descriere

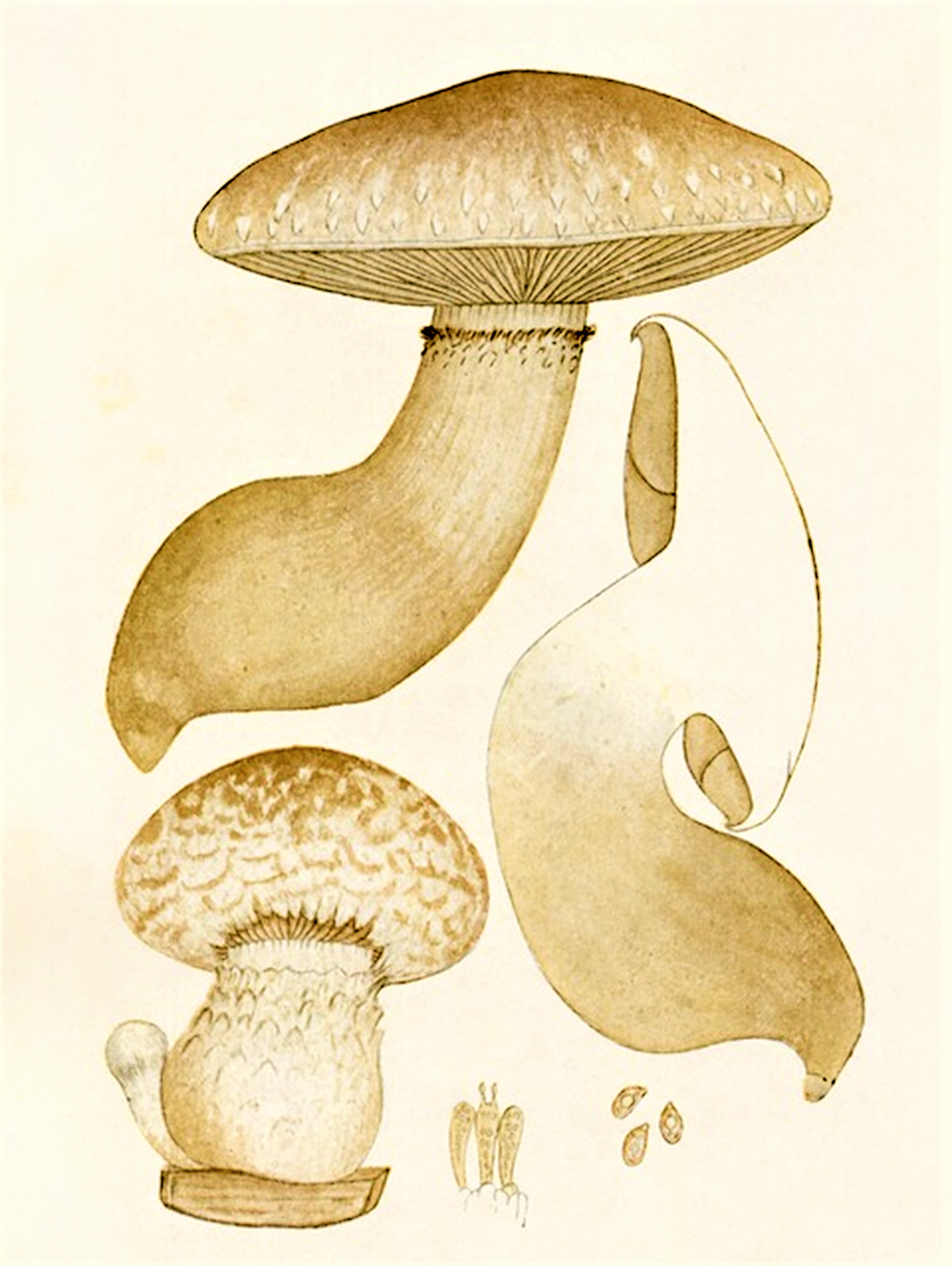
Bres.: Pholiota destruens

- Pălăria: cărnoasă are un diametru de 4-10 (18) cm, este inițial în formă de clopot, curând boltită, ulterior aplatizată cu marginile răsucite înspre interior, adesea turtit cocoșată și cu resturi ale vălului parțial pe margine. Cuticula este unsuros strălucitoare, presărată de solzi (scvame) albicioși proeminenți cu aspect lânos, dispuși concentric, spre margine mai mulți care sunt ușor de șters, coloritul fiind gri-albicios, gri-bej, portocaliu-maroniu până brun-roșiatic și în mijloc maroniu.
- Lamelele: la început acoperite de un văl albicios, sunt relativ late cu muchii zimțate, bifurcate, stau foarte dens, fiind bombat aderate la picior. Coloritul este inițial alb-cenușiu, ulterior gri-brun și la bătrânețe brun murdar până la brun de scorțișoară.
- Piciorul: robust, tare și plin are o înălțime de 4-10 (12) cm și o grosime de 3-4, la baza adesea bulboasă chiar și 6 cm. Prezintă un inel format din resturile vălului parțial. De la inel în partea de sus este neted și albicios, iar în cea de jos maroniu și fibros-solzos, acoperit cu scvame moi. Coloritul devine cu vârsta din ce în ce mai închis.
- Carnea: albă și la bază ocru care nu-și schimbă culoarea prin rupere, este tare, elastică, în picior și fibroasă. Mirosul este în stadiu tânăr imperceptibil, apoi aromatic, dar în vârstă neplăcut înțepător, gustul fiind după o probă în primul moment plăcut, dar după câteva mestecări semnificativ amar.[4][5][6]
- Caracteristici microscopice: are spori ocru-gălbui, eliptic-ovoidali și ascuțiți spre vârf, netezi, hialini (translucizi), cu o picătură mare uleioasă în centru, având o mărime de 8-10 × 4-6 microni. Pulberea lor este închis ruginie. Basidiile cu 2-4 sterigme fiecare sunt clavate și măsoară 20-25 x 6-8 microni. Cheilocistidele (cistide de pe muchia lamelor) cu 40-60 x 8-12 microni au forma de măciucă capitată sau sunt cilindrice.[17]
- Reacții chimice: Carnea se colorează cu Hidroxid de potasiu galben și cu lactofenol incet brun-purpuriu.[18][19]

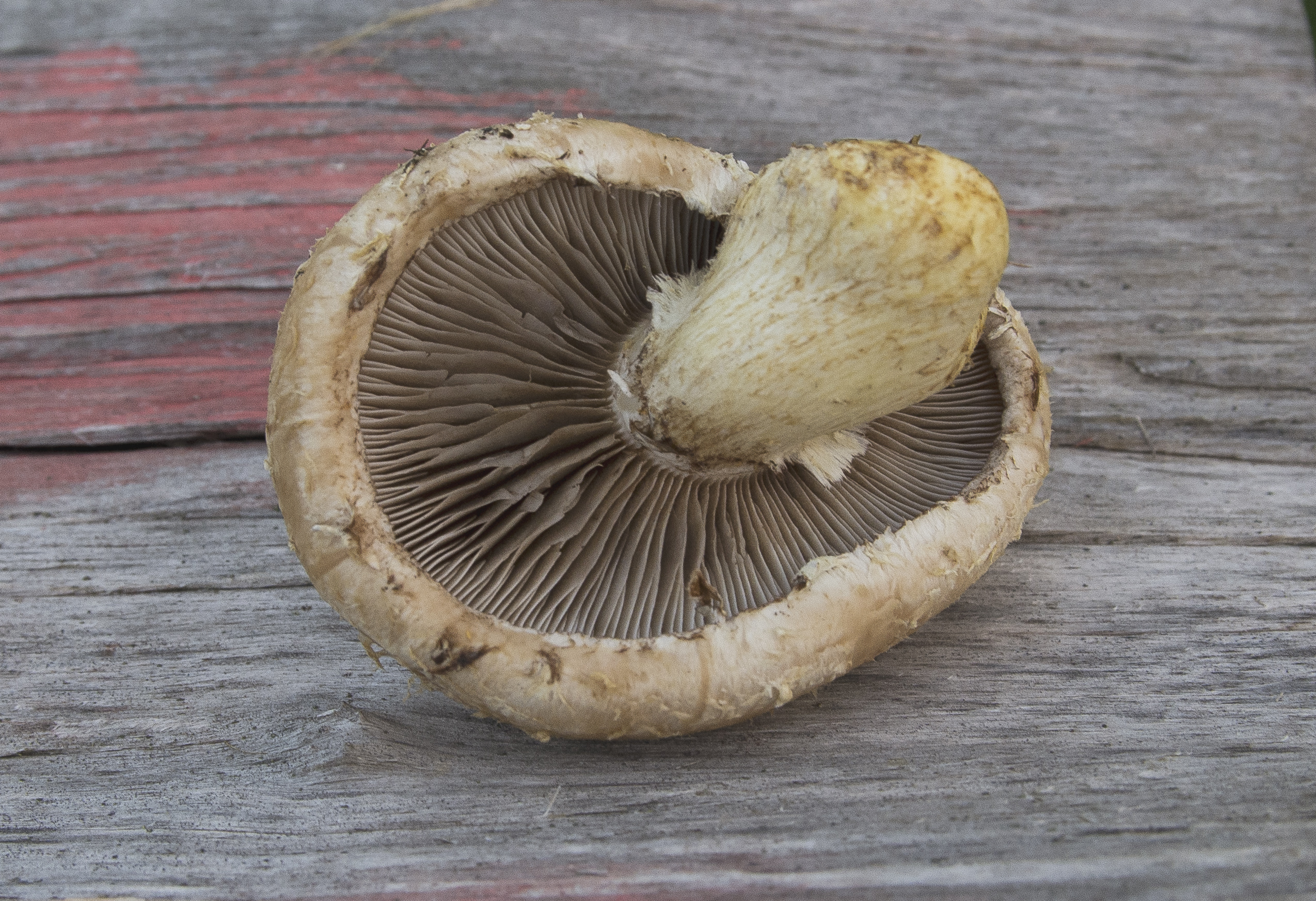
Ph. populnea, lamele și picior
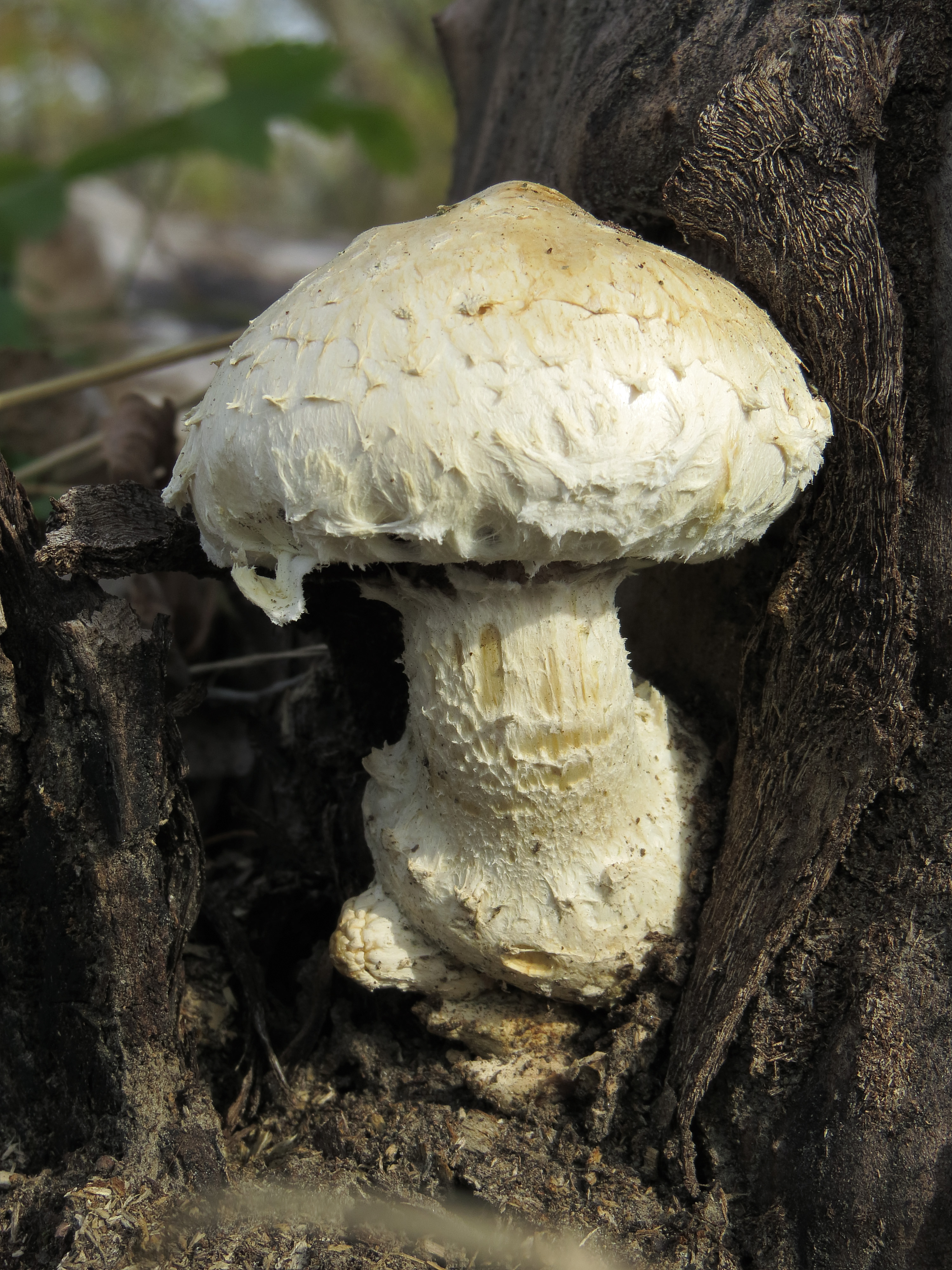
Ph. populnea, aspect lateral
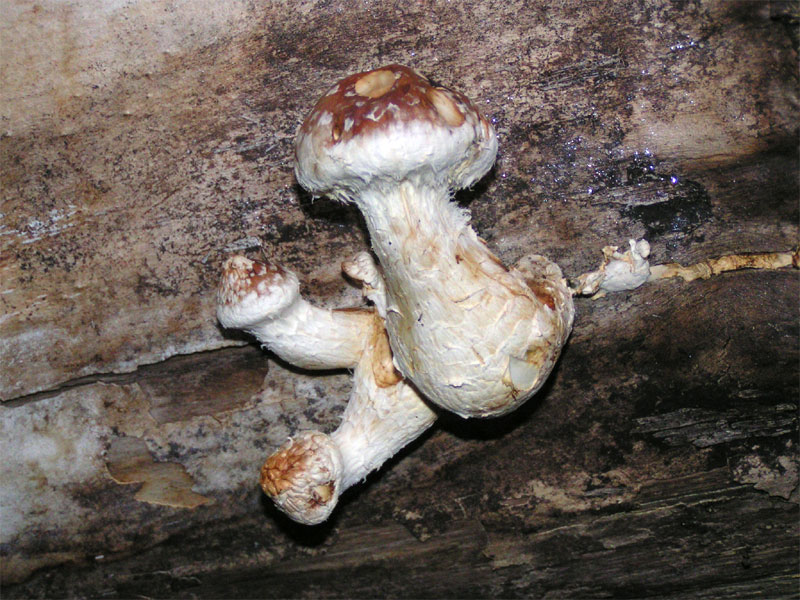
Ph. populnea tinere
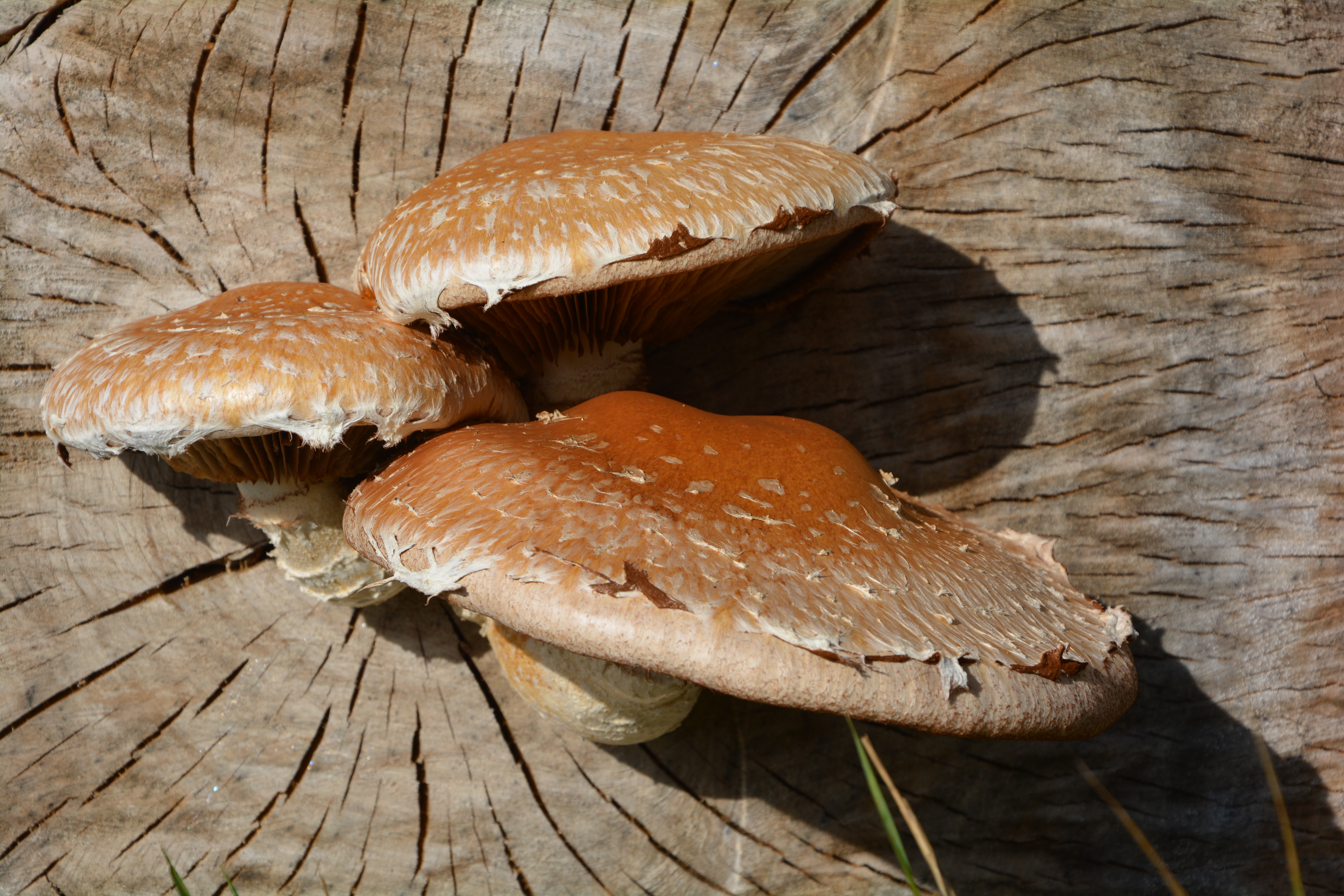
Ph. populnea bătrâne

## Confuzii
Pholiota populnea poate fi confundată, dacă nu se dă seama de locul dezvoltării, cu unele surate de genul Pholiota, cum sunt Pholiota adiposa (comestibilă), Pholiota aurivella, sin. Pholiota cerifera (comestibilă), Pholiota flammans (necomestibilă, suspect), Pholiota jahnii (necomestibilă), Pholiota squarrosa (comestibilă), sau Pholiota squarrosoides (necomestibilă), dar, de asemenea, cu Armillaria mellea (comestibilă, dar nu bine fiert toxic), Armillaria tabescens (comestibilă), Leratiomyces squamosus var. thraustus (otrăvitor, mai mic), sau cu Neolentinus lepideus (comestibil). Periculoasă ar fi confuzia posibilă cu otrăvitoarea Hypholoma lateritium sin. Hypholoma sublateritium.

## Specii asemănătoare

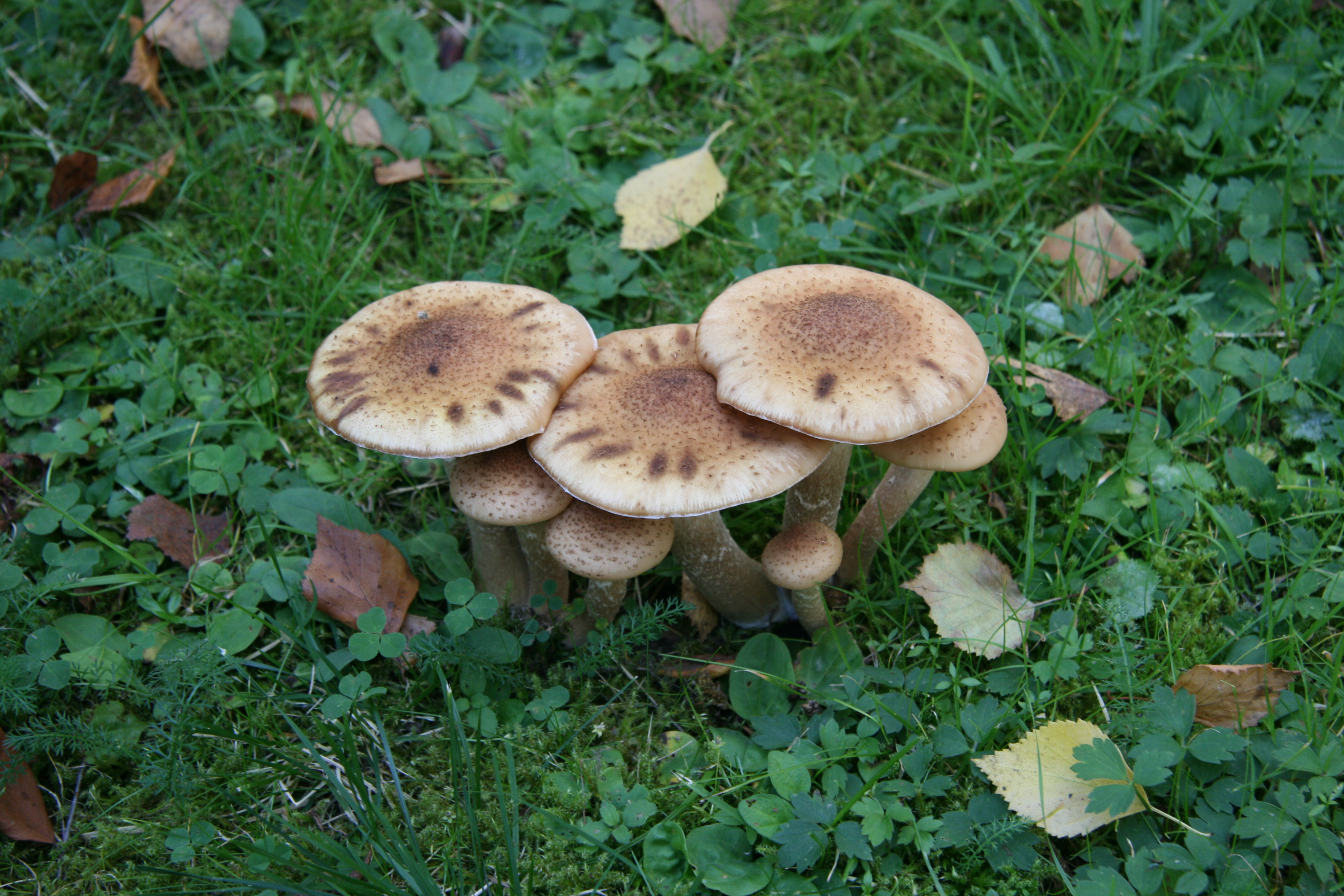
Armillaria mellea
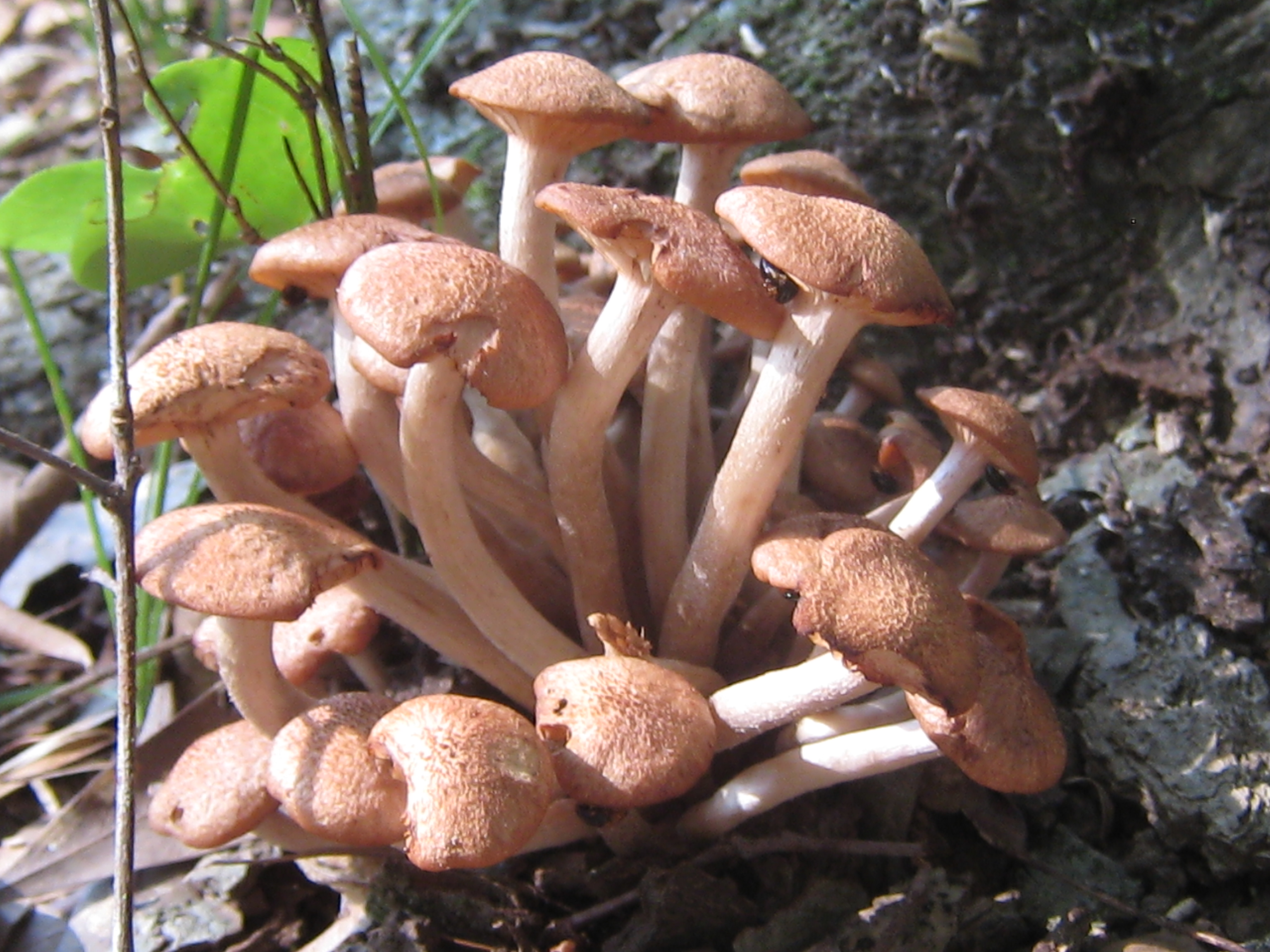
Armillaria.tabescens
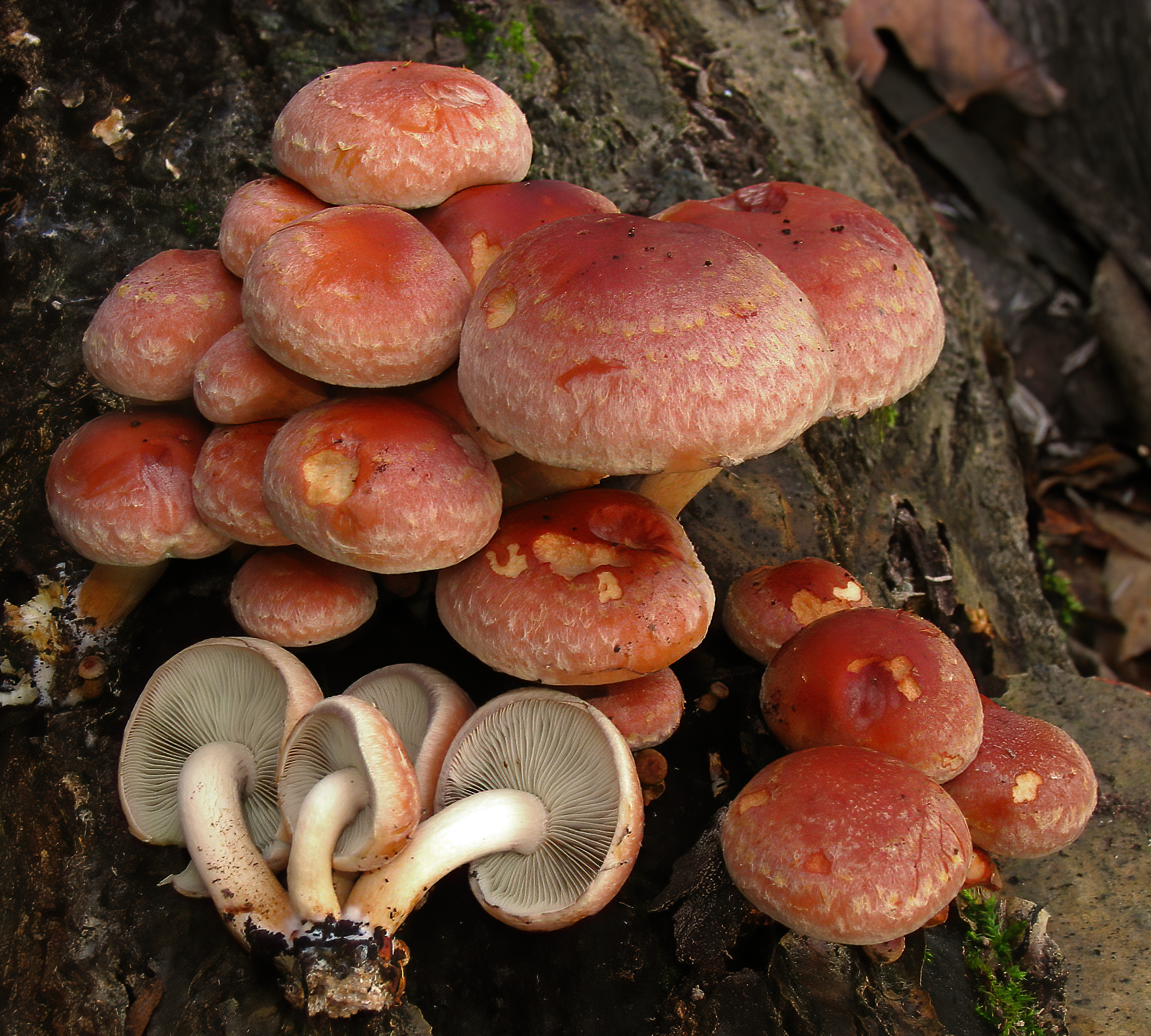
!!Hypholoma lateritium!!
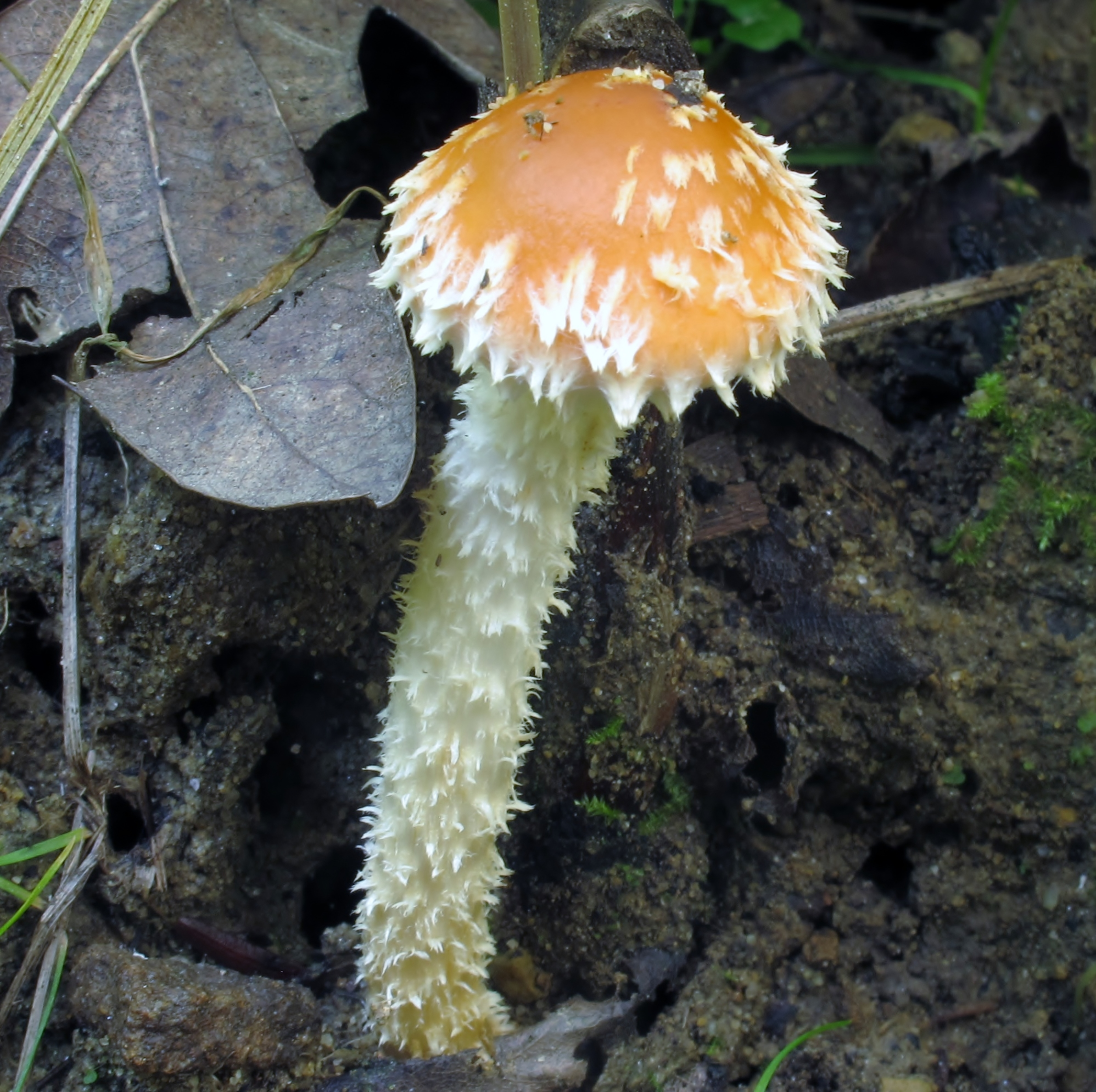
!!Leratiomyces squamosus var. thraustus!!
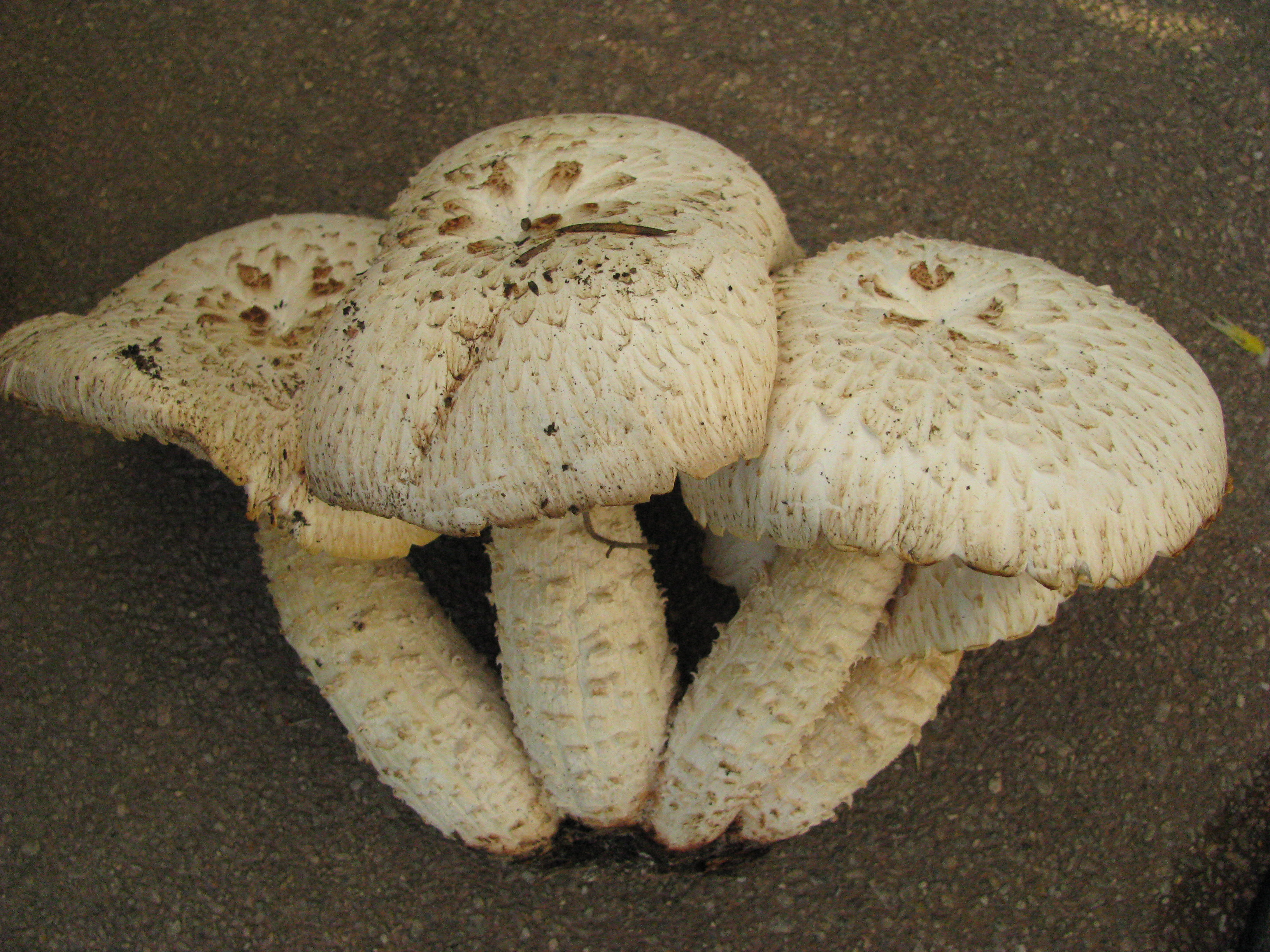
Neolentinus lepideus
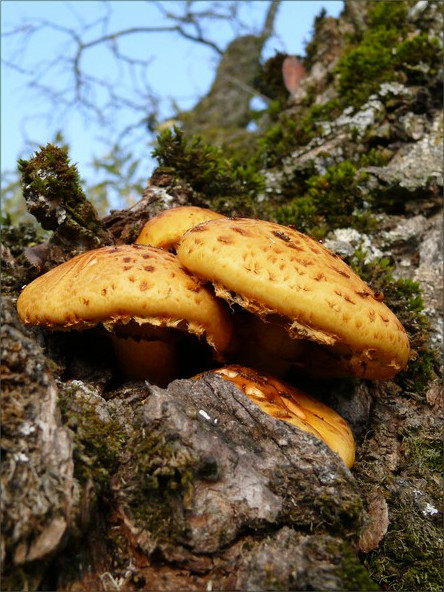
Pholiota adiposa

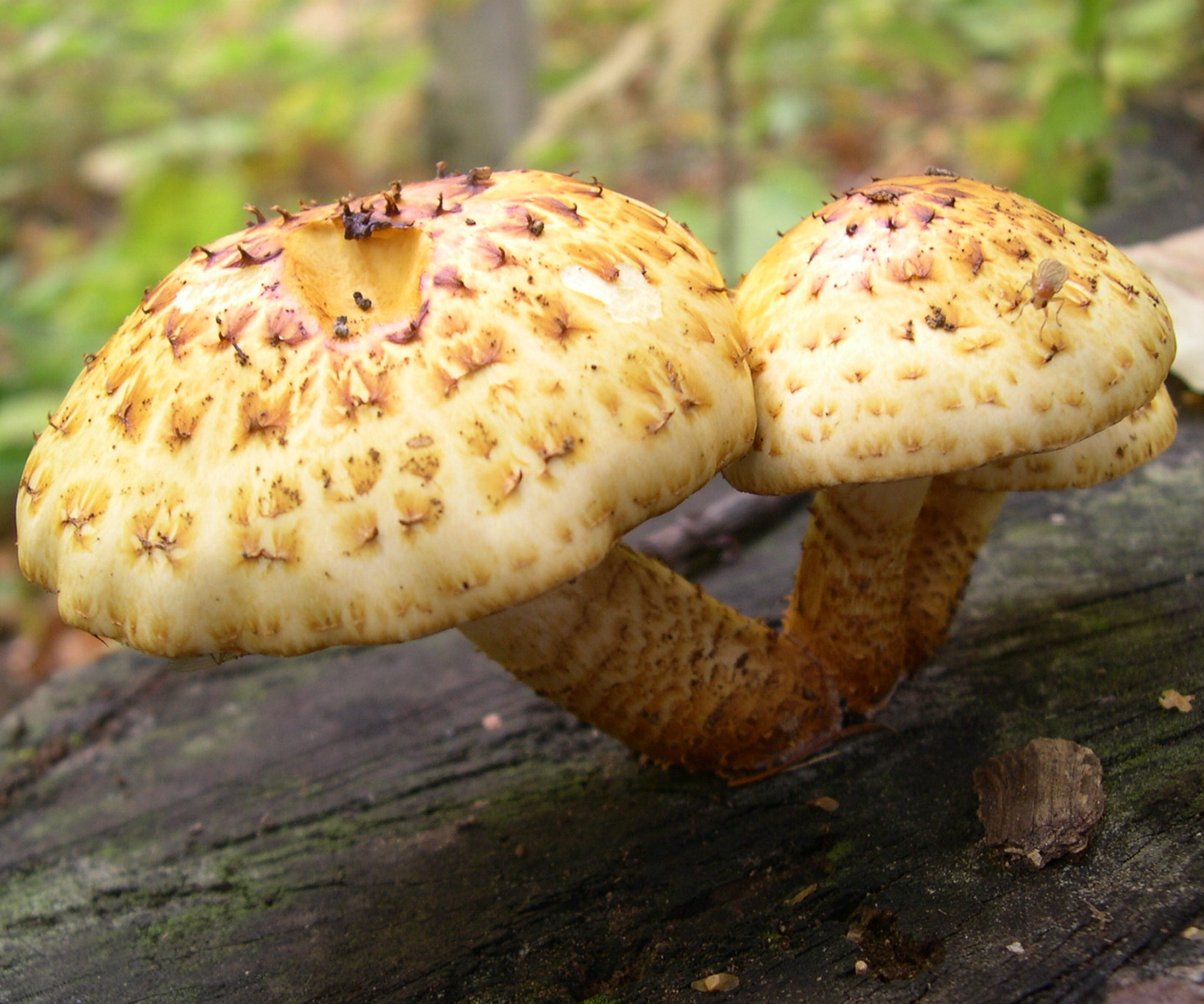
Pholiota aurivella
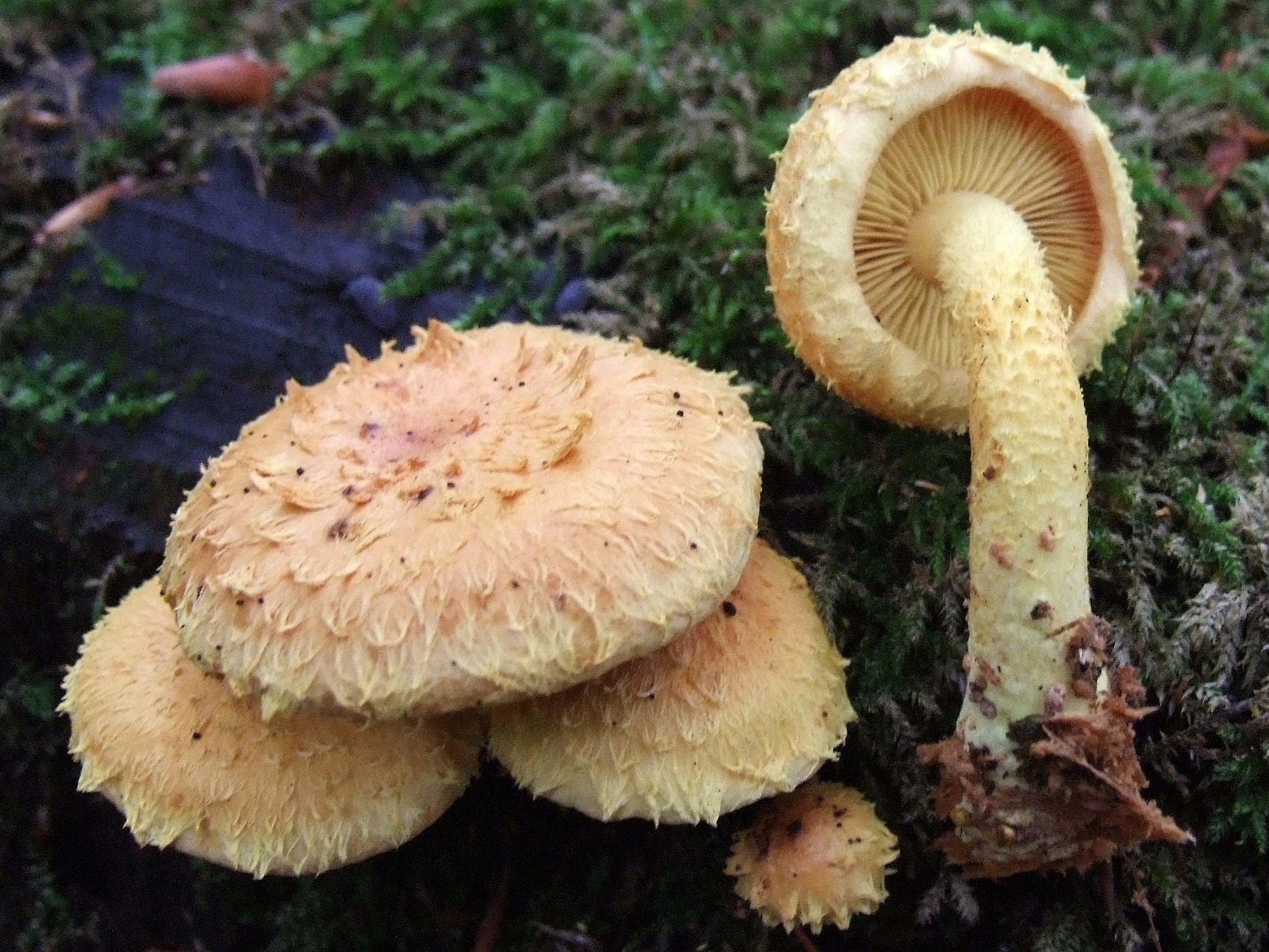
!Pholiota flammans!
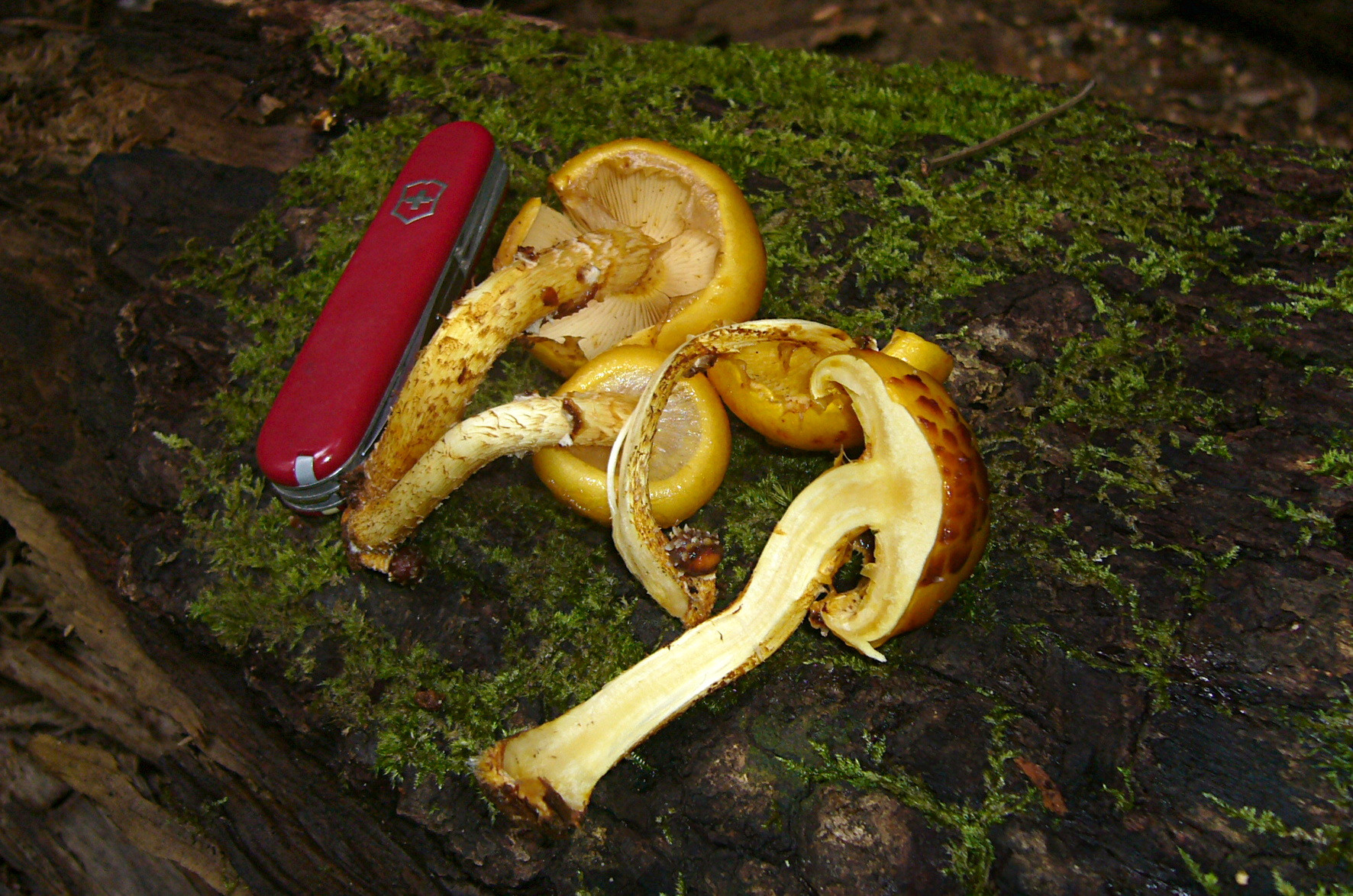
!Pholiota jahnii!
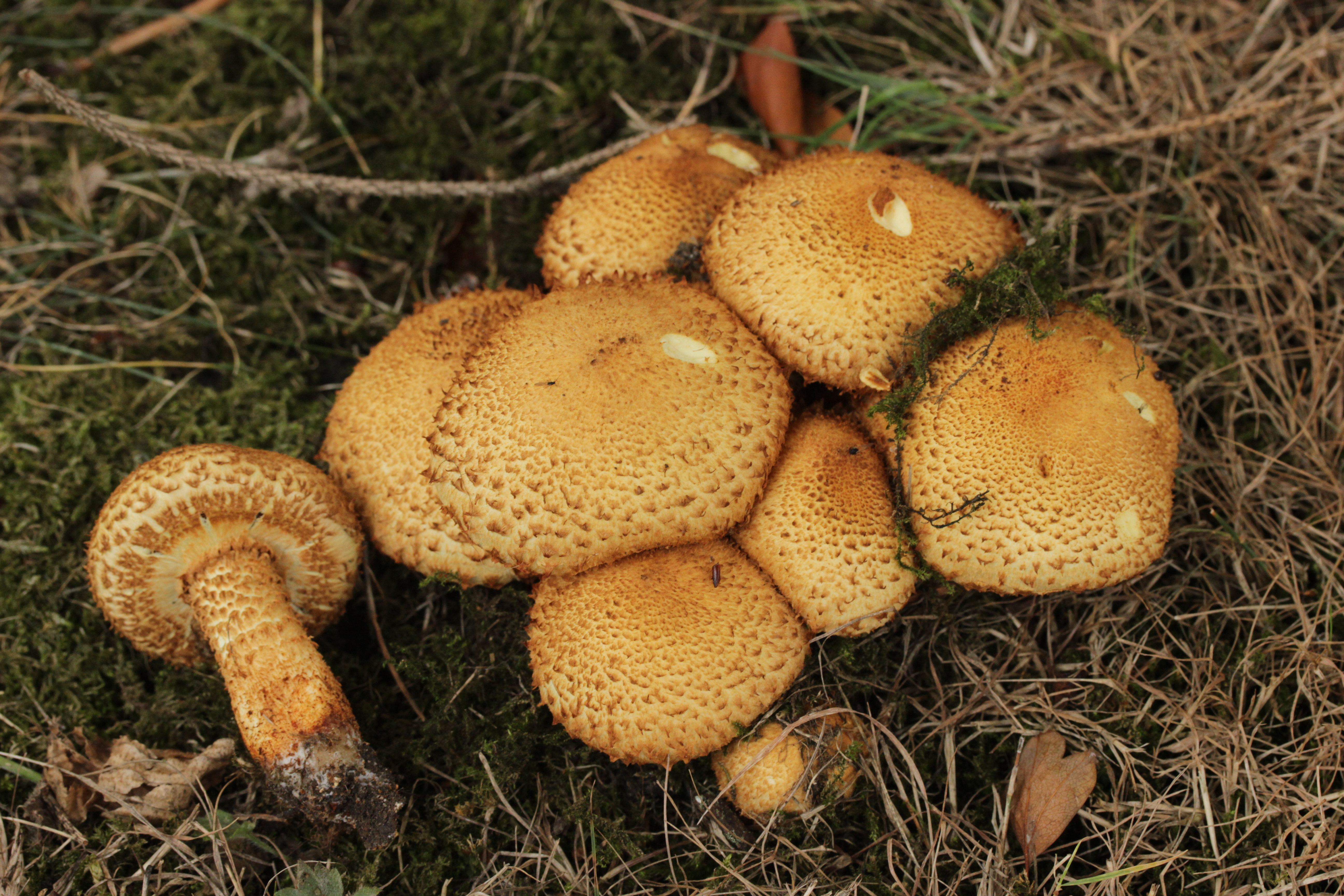
Pholiota squarrosa
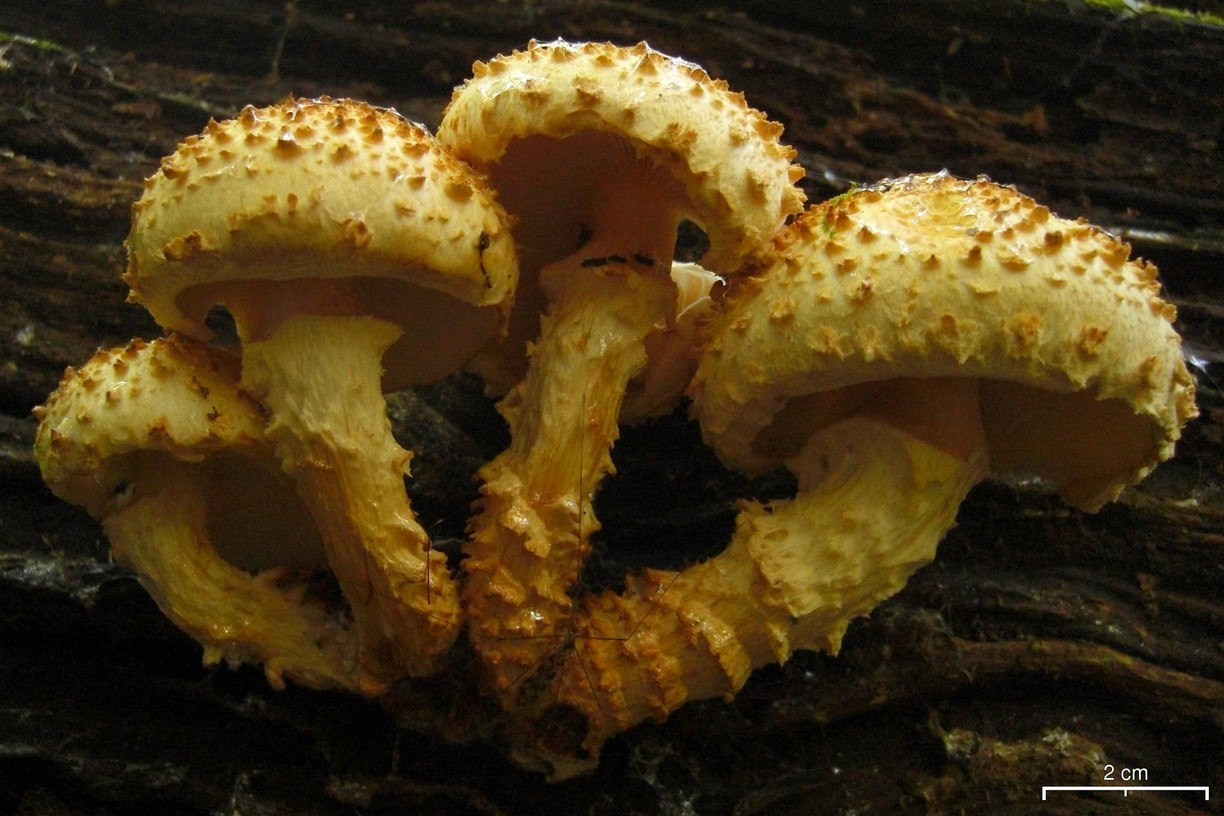
!Pholiota squarrosoides!

## Valorificare
Această ciupercă este din cauza cârnii destul de tare și elastice precum gustului amar necomestibilă.